# Mesiotelus scopensis
Espèce
Synonymes
- Mesiotelus cyprius scopensis Drensky, 1935
- Mesiotelus deltshevi Naumova, 2020
- Mesiotelus caucasicus Zamani & Marusik, 2021

Mesiotelus scopensis est une espèce d'araignées aranéomorphes de la famille des Liocranidae.

## Distribution
Cette espèce se rencontre en Macédoine du Nord, en Albanie, en Grèce, en Bulgarie, en Turquie, en Irak, en Iran, en Géorgie, en Arménie, en Azerbaïdjan et en Russie en Ossétie du Nord-Alanie.

## Description
La femelle holotype mesure 5 mm.

## Systématique et taxinomie
Cette espèce a été décrite sous le protonyme Mesiotelus cyprius scopensis par Drensky en 1935. Elle est élevée au rang d'espèce par Bosmans, Baert, Bosselaers, De Koninck, Maelfait et Van Keer en 2009.
Mesiotelus deltshevi et Mesiotelus caucasicus ont été placées en synonymie par Zamani, Fomichev, Naumova, Kaya et Marusik en 2024.

## Étymologie
Son nom d'espèce, composé de scop[ie] et du suffixe latin -ensis, « qui vit dans, qui habite », lui a été donné en référence au lieu de sa découverte, Skopje.

## Publication originale
- Drensky, 1935 : « Paiatzi (Araneae) seubirani ot Dr Stanko Karaman w Jougoslavia i osobeno w Makedonia. » Izvestiya na Tsarskite Prirodonauchni Instituti v Sofia, vol. 8, p. 97-110.